# Амон-Сул

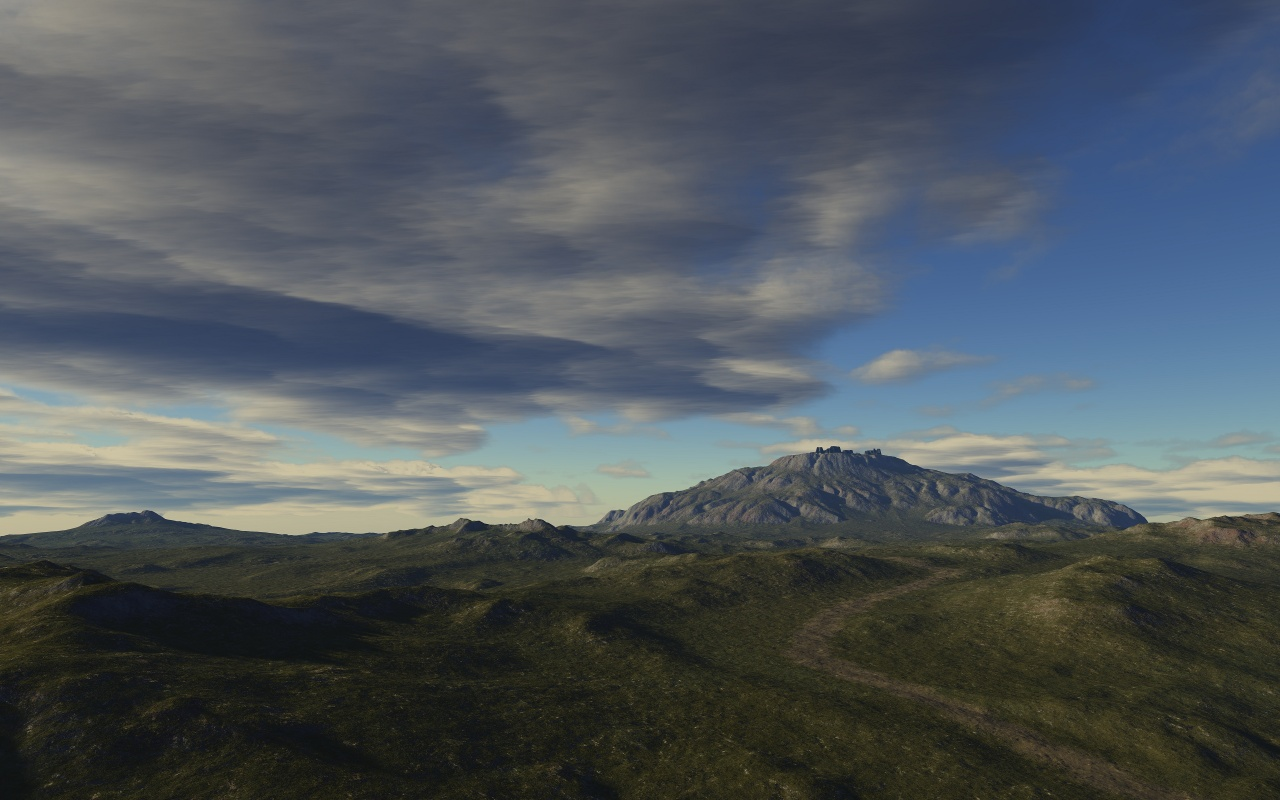
Грозова

Амон-Сул (від синд. Amon Sul, у перекладі — «Вітровий пагорб»), також Грозова — у творах Дж. Р. Р. Толкіна пагорб на північному сході Еріадору в Середзем'ї, найпівденніша та найвища точка гряди Грозогір (англ. Weather Hills). Відігравав важливу роль у історії Арнору, позаяк на ньому знаходилася одна з вартових веж Північного Королівства, а згодом Артедайну, у якій зберігався один з палантирів.

## Розташування та опис
За Толкіном розташовувалася поблизу Східно-Західної дороги на схід від Брі, приблизно напівдороги від Ширу до Рівендолу. У розділі ХІ книги І «Володаря Перстенів» Грозова описується як найвища вершина смуги гір, що «була ліворуч і дещо віддалік од решти. Шпиль її був конічний, трішки зрізаний на вершечку».
Пагорб здіймався приблизно на 1000 футів (близько 300 метрів) над рівниною, і з нього було видно далеко навкруги. На ньому у часи існування Арнору стояла вартова вежа Амон-Сул, яку разом з прилеглими укріпленнями було спалено та знищено у 1409 році Третьої Епохи. Однак ще наприкінці Третьої Епохи на пласкій вершині пагорбу зберігалися залишки кам'яного фундаменту, розташовані у формі кола й порослі травою. Від башти хитро замаскована стежка вела до інших укріплень на Грозогорах.
Верхня частина схилу Грозової була крутою та скелястою.

## У «Володарі Перснів»
Грозова не згадується у «Гобіті», проте на її вершині розгортається одна з сцен «Володаря Перснів». 3 жовтня 3018 року на вершині гори побував Ґандальф, який уночі був атакований назґулами, однак відбив їхній напад, і невдовзі продовжив свою подорож до Рівендолу, залишивши по собі знак у вигляді піраміди з обпалених каменів, верхній з яких помітив руною «Ґ» та трьома рисками.
Через три дні, 6 жовтня, на гору вже згаданою вище стежкою з північного боку піднялися Бурлака та гобіти, якій також ішли з Брі (Середзем'я) до Рівендолу, уникаючи головної дороги, яка перебувала під наглядом ворога. Уночі того ж дня у логовині на західному схилі Грозової на мандрівників напала п'ятірка назґулів на чолі з Королем-Чаклуном, який поранив Фродо Торбина морґульським клинком, однак їх вдалося відігнати. Наступного ранку Араґорн увів гобітів з Вітрової у бік Рівендолу.

## Сторожова вежа Амон-Сул
Вежа Амон-Сул була сторожовою вежею на горі Вітровій. За словами Араґорна:

|  | Але ще набагато раніше, в перші дні Північного Королівства, на Грозовій збудували велику сторожову вежу, назвавши її Амон-Сул. Її було спалено та зруйновано, і з неї залишилося тільки розвалене коло, наче грубий вінець на старій голові гори. Та колись вежа була висока і гарна. |

Вежу було збудовано Еленділом у перші дні існування Північного Королівства близько 3320 року Другої Епохи. У цей же час усі сім палантирів було поділено між обома Королівствами дунаданів та розташовано у різних місцях Арнору та Ґондору. Камінь Амон-Сул був головним з палантирів, який використовувався для зв'язку з Ґондором. Він зберігався на круглому столі з чорного мармуру з отвором у тому місці, де розташовувався камінь.
У «Братстві Персня» Араґорн розповідав, що за легендою на вершині вежі Амон-Сул Еленділ чекав на прибуття Ґіл-ґалада з військом у часи Останнього Союзу та війни з Сауроном.
Коли Арнор розпався на три частини після 861 року Третьої Епохи, вежа Амон-Сул залишилася за Артедайном та панувала над східною дорогою з Кардолану до Рудауру. На ній було розташовано спеціальну варту, яка мала опікуватися вежею та палантиром. Однак Кардолан та Рудаур також заявляли свої претензії на вежу та камінь, через що між трьома королівствами точилися постійні суперечки.
1356 року укріплення на Грозогорах були атаковані військами Рудауру, яким тоді правив лихий вождь горян, що увійшов у спілку з Анґмаром. Під час цього нападу загинув артедайнський король Арґелеб І. Його син Арвелеґ відбив напад ворогів та протягом багатьох років захищав Грозогори. Однак 1409 року Вітрову було взято у облогу великим силами Анґмару, Арвелеґ загинув, а вежу Амон-Сул було спалено та сплюндровано. Її палантир, утім, артедайнським воякам удалося врятувати, однак пізніше його було втрачено разом з кораблем, на якому загинув у водах затоки Форохель Арведуї, останній король Артедайну.

## У кінематографі та мистецтві
Вітрова та вежа Амон-Сул показано у мультиплікаційному фільмі 1978 року «Володар Перснів», режисера Ральфа Бакши (хоча їхні назви там не наводяться), а також у кінотрилогії Пітера Джексона 2001—2003 р. На відміну від авторського тексту «Братства Персня», де залишки вежі описуються лишень як поросле травою кам'яне кільце, у фільмі Джексона на руїнах вежі збереглися, принаймні, залишки стін першого поверху зі сходами, які ведуть усередину будівлі та майже цілими статуями навколо того, що колись було чимось на зразок зали. Сцену було відзнято у студії. Шлях Араґорна та четвірки гобітів до Вітрової було відзнято на фермі в окрузі Порт Ваїкато у Новій Зеландії.
Вежа Амон-Сул також присутня у кількох відеоіграх, створених за мотивами творів Толкіна та кінотрилогії Джексона, як-от: «Братство Персня», «Володар Перснів: Завоювання», «Володар Перснів Online» та «Битва за Середзем'я ІІ» (на бонусній мапі, доступній лише у колекційному виданні).